# La Face cachée de la Lune (film)
Pour les articles homonymes, voir La Face cachée de la Lune.
Pour plus de détails, voir Fiche technique et Distribution.
La Face cachée de la Lune est un film québécois écrit, réalisé et interprété par Robert Lepage, sorti en 2003. Le film est l'adaptation au cinéma de la pièce de théâtre éponyme de Lepage créée en 2000.

## Synopsis
Alors que leur mère vient de mourir, Philippe et son frère (Lepage interprète les deux personnages), de parfaits opposés, demeurent seuls membres de la famille. Alors que son frère est annonceur météo à la télévision, Philippe échoue, pour la seconde fois, sa soutenance de thèse de doctorat sur l'importance du narcissisme dans l'odyssée des programmes spatiaux soviétique et américain. Il travaille au service de télévente du journal Le Soleil.
Seul, mais ayant comme tout humain besoin d'une adresse, il commence à réaliser une vidéo pour SETI. L'organisme organise un concours planétaire de messages à diffuser dans l'espace pour d'éventuels extraterrestres. C'est au retour d'un voyage à Moscou, où il devait discourir de son sujet de thèse, que Philippe apprend que sa vidéo a été sélectionnée et que s'opère un nouveau rapprochement entre les deux frères.

## Fiche technique
- Réalisation : Robert Lepage
- Production : Bob Krupinski, Mario St-Laurent
- Scénario : Robert Lepage
- Cinématographie : Ronald Plante
- Montage : Philippe Gagnon
- Musique : Benoît Jutras

## Distribution
- Robert Lepage : Philippe/André
- Anne-Marie Cadieux : Mère de Philippe et André
- Marco Poulin : Carl
- Céline Bonnier : Nathalie
- Lorraine Côté : Marie-Madeleine Bonsecours
- Richard Fréchette : Le docteur
- Gregory Hlady : L’interprète
- Érika Gagnon : Superviseure au travail de Philippe
- Sophie Faucher : Présentatrice

## Distinctions

### Récompenses
- 2004 : Prix de la presse internationale (FIPRESCI) à Robert Lepage au Festival international du film de Berlin
- 2004 : Prix Génie de la meilleure adaptation à l’écran à Robert Lepage
- 2004 : Prix Jutra pour le meilleur maquillage à Brigitte Bilodeau
- 2004 : Prix du meilleur film francophone au Festival international francophone de Namur

### Nominations
- 2004 : Prix de l'année au Festival international du film de Valladolid à Robert Lepage
- 2004 : Prix Génie de la Meilleure direction à Robert Lepage
- 2004 : Prix Génie du Meilleur film à Bob Krupinski et Mario St-Laurent
- 2004 : Prix Génie du Meilleur acteur dans un rôle principal à Robert Lepage